# Ophovense Zandberg
De Ophovense Zandberg is een natuurgebied op enkele kilometers ten noorden van Roggel.
Het betreft een voormalig stuifzandgebied dat tegenwoordig voornamelijk met naaldhout is beplant. De heiderestanten die hier en daar nog aanwezig zijn, zijn voornamelijk vergrast, maar ook veenpluis is er te vinden. Verder vindt men er stekelbrem en blauwe zegge. In een elzenbroekbos groeit moerasviooltje, waterviolier en bosbies.
Diverse dieren komen in het naaldbos voor, zoals de das, en vogels als sperwer, bosuil, wespendief, boomvalk en havik.
De noordgrens van het gebied wordt gevormd door de Oude Doorbrandsbeek.